# Geri Allen
Geri Allen (Pontiac, 12 de juny de 1957 - Filadèlfia, 27 de juny de 2017) fou una pianista i compositora estatunidenca de jazz.

## Inicis
Geri Allen va néixer el 12 de juny de 1957 a Pontiac, als Estats Units d'Amèrica. Va créixer a Detroit, la capital del seu Estat, Michigan, i allà va començar a estudiar a la Cass Technical High School, amb el trompetista Marcus Belgrave.
L'any 1979 va acabar la seva carrera en estudis de jazz a la Universitat Howard, a Washington D.C..
Després de graduar-se, va anar a Nova York per estudiar amb el pianista Kenny Barron. Després d'això, va estudiar un màster en etnomusicologia a la Universitat de Pittsburgh, i va tornar a Nova York l'any 1982. Aleshores va començar a treballar amb la cantant Mary Wilson i The Supremes (un grup vocal femení).
A mitjans dels 80 va ser una de les fundadores de la Black Rock Coalition, una associació d'artistes novaiorquesos que promovia les obres fetes per afroamericans. També participava amb el Brooklyn M-Base Movement, col·lectiu de músics joves afroamericans, on també participava el saxofonista Steve Coleman, i a partir d'aleshores Geri Allen va tocar amb Coleman, i va participar en uns quants dels seus àlbums, com per exemple el primer de Coleman, Motherland Pulse, de l'any 1986.
El mateix any 1986 enregistra l'àlbum Bemsha Swing de Woody Shaw. Al llarg dels anys 80 enregistra com a sidewoman discs amb músics com Roy Brooks, Buddy Collette, Oliver Lake, Frank Lowe, Greg Osby, Dewey Redman, John Stubblefield i Gary Thomas, entre d'altres.

## Primers discs com a líder, amb German Minor Music
El debut de Geri Allen com a líder va ser l'any 1984, quan va enregistrar The Printmakers, amb Anthony Cox al contrabaix i Andrew Cyrille a la bateria i percussions. El disc va ser enregistrat a Alemanya per la companyia German Minor Music.
L'any 1985 torna a Alemanya, on enregistra amb la mateixa companyia el seu primer disc a piano sol, Home Grown, i més endavant, l'any 1986, també amb la mateixa companyia enregistra el disc Open on All Sides – In the Middle amb un ensemble nombrós de músics.
L'últim disc que va fer Allen amb German Minor Music va ser l'any 1989 amb Jaribu Shahid al baix i diversos percussionistes. El disc s'anomena Twylight. En aquests primers quatre discs que lidera, Allen ja demostra la seva personalitat compositiva, ja que pràcticament totes les composicions dels quatre discs són seves. El seu estil s'identifica força amb el free jazz d'aquella època.

## Amb Charlie Haden i Paul Motian
L'any 1987 grava a Nova York el disc Etudes, de Charlie Haden i Paul Motian. A partir d'aquell any, aquest trio format per Geri Allen al piano, Charlie Haden al contrabaix i Paul Motian a la bateria, comença a treballar i durant dos anys enregistren tres discs més liderats per Geri Allen: In the Year of the Dragon (1989), Segments (1989) i Live at the Village Vanguard (1990).
L'any 1989 va participar també a la Liberation Music Orchestra dirigida pel contrabaixista Charlie Haden i en l'enregistrament del directe: The Montreal Tapes: Liberation Music Orchestra (1989). Aquell any el Festival Internacional de jazz de Montreal es va centrar en la figura de Charlie Haden, que hi va tocar durant 6 dies seguits amb 6 formacions diferents i tots els 6 directes van ser enregistrats i editats posteriorment per la companyia Verve. Allen va participar en aquest projecte i també en un altre, amb el trio: The Montreal Tapes: with Geri Allen and Paul Motian (1989).

## Anys 1990
Entre 1990 i 1996 lidera diferents projectes amb els quals grava diversos discs amb Blue Note.
L'any 1990 Allen enregistra un disc a quintet: The Nurturer, amb Marcus Belgrave a la trompeta (que va ser un dels seus primers professors a Detroit), Kenny Garrett al saxo alt, Robert Huss al contrabaix i Eli Fountain a la bateria.
L'any 1992 enregistra Maroons, un projecte curiós amb dos trompetistes (Marcus Belgrave i Wallace Rooney), dos contrabaixistes (Anthony Cox i Dwayne Dolphin) i dos bateries (Pheeroan aklaff i Tani Tabaal). Va canviant de formació en els diferents temes, hi ha sensacions curioses quan toquen dos bateries o dos contrabaixistes a la vegada (com per exemple en el tema de l'annex “And They Partied”.)
L'any 1994 enregistra Twenty One, un disc a trio amb la famosa secció rítmica del 2n quintet de Miles: Ron Carter al contrabaix i Tony Williams a la bateria. Aquest disc li va merèixer dos premis, el Soul Train's Lady of Soul Award de l'any 1995, i també el premi danès Jazzpar Prize (en va ser la guanyadora més jove fins aleshores i també la primera dona). Aquest premi la va portar l'any 1996 a Dinamarca a enregistrar un directe titulat Some Aspects of Water en formació de trio en la primera part (Palle Danielsson al contrabaix i Lenny White a la bateria) i la segona part amb un grup més nombrós amb instruments de vent.
Entre els anys 1995 i 1996 enregistra l'últim dels seus quatre discs amb Blue Note: Eyes... In The Back of Your Head amb Wallace Rooney a la trompeta, Ornette Coleman al saxo alt i Cyro Baptista a la percussió.
En aquella època treballa amb Ornette Coleman i enregistra amb ell dos discs l'any 1996: Sound Museum: Hidden Man i Sound Museum: Three Women
L'any 1998 enregistra un nou àlbum amb la companyia Verve titulat The Gathering amb un projecte de composicions pròpies i amb una formació molt nombrosa d'instrumentistes.

## Anys 2000
L'any 2003 es retroba amb el trio format per ella mateixa al piano, Dave Holland al contrabaix i Jack DeJohnette a la bateria (amb aquest trio havien acompanyat la cantant Betty Carter i l'any 1993 havien enregistrat a quartet un directe titulat Feed the Fire). A trio amb aquests grans músics, Holland i DeJohnette, l'any 2004 enregistra amb la companyia Telarc un disc titulat The Life of a Song.
Durant aquella època col·labora acompanyant grans músics, entre d'altres el saxofonista Charles Lloyd, amb qui enregistra dos àlbums (Lift Every Voice l'any 2002 i Jumping the Creek l'any 2004).
L'any 2005, en homenatge a Jimi Hendrix, enregistra un àlbum a tres pianos amb els Batson Brothers. L'àlbum s'anomena Three Pianos for Jimi.
L'any 2006 enregistra també amb Telarc un àlbum anomenat Timeless Portraits and Dreams, amb un ambiciós projecte amb músics com Ron Carter al contrabaix i Jimmy Cobb a la bateria, i un grup nombrós d'instrumentistes de vent. Amb aquest àlbum va guanyar diversos premis.
Al mateix any 2006 lidera un projecte en homenatge a l'obra Zodiac Suite, de la compositora i pianista Mary Lou Williams, amb un disc anomenat Zodiac Suite: Revisited. El grup amb qui l'enregistra és el Mary Lou Williams Collective, format per ella mateixa al piano, Buster Williams al contrabaix i Billy Hart i Andrew Cirille a la bateria.
També el 2006 se li va encarregar de compondre la suite For the Healing of the Nations, un tribut a les víctimes de l'atemptat de les Torres Bessones. L'obra va ser interpretada per l'Afro-Blue Jazz Choir de la Howard University, i hi van participar molts músics de jazz importants.
L'any 2007 va participar en el documental Live Music, Community & Social Conscience mentre actuava al Frog Island Music Festival de Michigan. També va compondre música per al documental Beah: A Black Woman Speaks de Lisa Gay Hamilton. Al llarg d'aquests anys, Geri Allen va guanyar diversos premis per composicions que havia fet.
L'any 2008 enregistra un disc, At This Time, amb l'anomenat Trio 3, format per Oliver Lake al saxo alto, Reggie Workamn al contrabaix i Andrew Cirille a la bateria. L'any 2010, amb la mateixa formació, enregistra el disc Celebrating Mary Lou Williams: Live at Birdland New York.
Durant tots aquests últims anys Geri Allen va ser professora associada de Jazz i Improvisació Contemporània a la School Of Music Theatre & Dance de la Universitat de Michigan. L'any 2013 torna com a successora del seu mentor, Nathan Davis, a la Universitat de Pittsburgh, d'on en va sortir com a directora del programa d'estudis de Jazz de la Universitat.
També ha tocat amb el trio format per ella mateixa al piano, Esperanza Spalding al contrabaix i a la veu i Terry Line Carrington a la bateria.

## Darrers àlbums com a líder amb Motéma
L'any 2008 enregistra amb la companyia Motéma el seu segon disc a piano sol, Flying Toward the Soul (subtitulat A Solo Piano Excursion Inspired by Cecyl Taylor, McCoy Tyner and Herbie Hancock).
Des de 2007 col·labora amb un grup anomenat Timeline, format pel contrabaixista Kenny Davis, el bateria Kassa Overall i el ballarí de claqué Maurice Chestnut. L'any 2009 enregistren un disc amb la mateixa companyia Motéma, un directe anomenat Geri Allen & Timeline Live.
L'any 2011 enregistra un àlbum també amb Motéma de cançons a piano sol i algun tema amb cantants (A Child Is Born).
L'any 2012 enregistra també amb Motéma, el seu últim àlbum, a piano sol i amb algun tema amb la col·laboració de Marcus Belgrave a la trompeta i David McCurray al saxo alt. L'àlbum s'anomena Grand River Crossings (subtitulat Motown & Motor City Inspirations).